# Ned Kelly

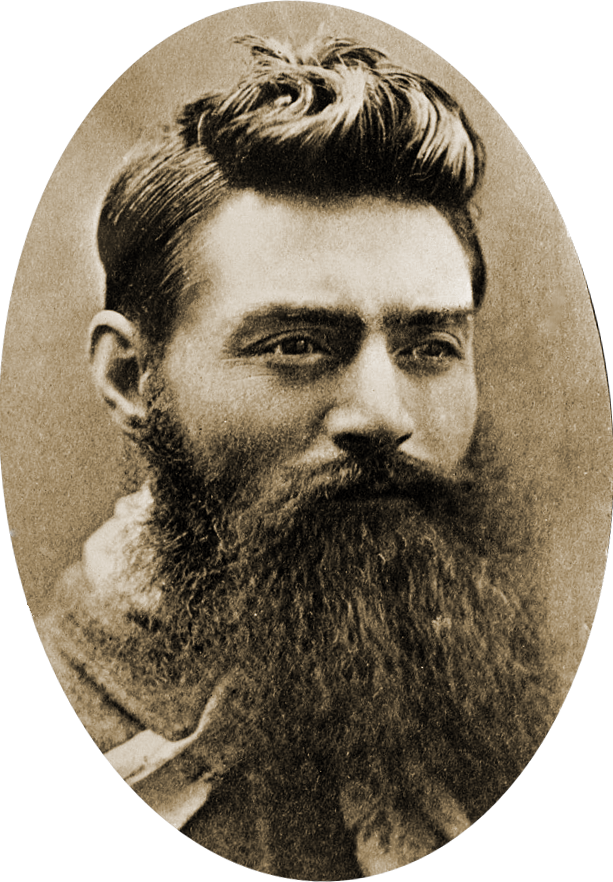
Ned Kelly am Tag vor seiner Hinrichtung

Edward „Ned“ Kelly (* Juni 1855 in Beveridge; † 11. November 1880 in Melbourne) war Australiens berühmtester Bushranger.

## Leben
Ned Kelly wurde 1855 in Beveridge, Victoria, nördlich von Melbourne, geboren. Er war ein Nachkomme irischer Katholiken, die Jahrzehnte zuvor als Strafgefangene nach Australien verschifft worden waren. Als Schulkind rettete er unter Einsatz seines Lebens einen Jungen vor dem Ertrinken und erhielt als Belohnung eine Schärpe, die er auch während seiner letzten Schießerei mit der Polizei unter der Rüstung trug.
Als Kelly elf Jahre alt war, starb sein Vater, woraufhin er als Halbwaise die Schule verließ, um die Familie finanziell zu unterstützen. Um diese Zeit zog seine Familie in das Gebiet Glenrowan, Victoria, heute als Kellyland bekannt. Kelly wuchs unter ärmlichen Bedingungen auf, der Überlieferung nach hat er die Winternächte unter freiem Himmel verbracht.
1869 wurde Kelly als 14-Jähriger wegen eines Überfalls auf den chinesischen Schweinezüchter Ah Fook und seiner Komplizenschaft mit dem Straßenräuber Harry Power eingesperrt. Er wurde nicht schuldig gesprochen, aber 1870 im Alter von 15 Jahren erneut wegen eines Überfalls festgenommen und zu sechs Monaten Zwangsarbeit verurteilt. Drei Wochen nach seiner Freilassung wurde er wegen Pferdediebstahls verhaftet und diesmal zu drei Jahren Zwangsarbeit verurteilt.
Nach seiner Freilassung war er in verdächtige Viehgeschäfte seines Bruders Dan verwickelt, die der örtlichen Polizei auffielen. Ned Kellys Mutter wurde von dem ortsansässigen Polizisten Alexander Fitzpatrick aufgesucht. Dieser beschuldigte Kelly nach einem kleinen Handgemenge des versuchten Mordes, woraufhin Kelly untertauchte. Als die Polizei ihn im Oktober schließlich aufspürte, wurden vier Polizisten mit seiner Festnahme beauftragt. Ned und seine Mittäter überraschten zwei der vier Polizisten in deren Camp und Kelly erschoss den sich zur Wehr setzenden Polizisten Lonigan. Der Polizist McIntyre konnte flüchten. Als die beiden anderen Polizisten zurückkehrten, brach eine Schießerei aus und beide Polizisten wurden getötet. Kelly entfloh abermals. Im Februar 1879 überfiel er zwei Banken in Euroa und Jerilderie, dabei nahm er Geiseln, diese wurden aber ausnahmslos verschont. Von dem erbeuteten Geld ließ er eine Rüstung anfertigen, die später sein Markenzeichen wurde. Nach Tätlichkeiten gegen einen Polizisten wurden er und seine Bande von Soldaten aufgespürt; nur ein Soldat überlebte die nachfolgende Schießerei.

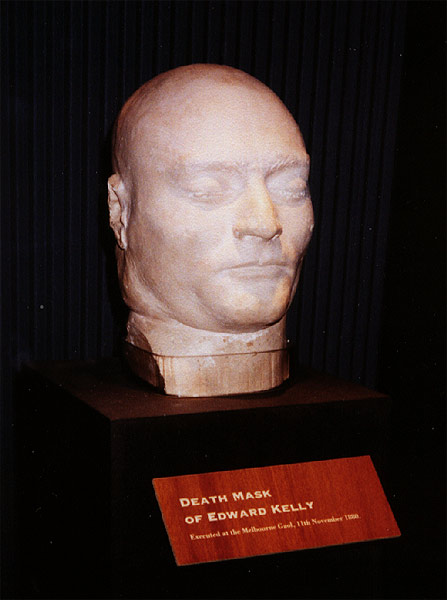
Ned Kellys Totenmaske

Kelly verfasste einen ausführlichen Brief an die Öffentlichkeit, in dem er seine Aktionen darstellte sowie die Behandlung seiner Familie und die Behandlung der irischen Katholiken durch die Polizei der englischen und irischen Protestanten. Der Jerilderie-Brief, in dem Ned Kelly behauptet, die englischen Gesetze würden keine Gerechtigkeit kennen, erwägt die Möglichkeit des Aufstandes, nicht nur in Australien, sondern auch in den Vereinigten Staaten und in Irland, gegen das, was er als grobes Unrecht ansah. Das Gleiche erzählte er auch den Geiseln. Einige Autoren behaupten, Kelly habe tatsächlich einen bewaffneten Aufstand geplant, aber seine Aktionen geben darauf wenig Hinweise.
Im Juni 1880 konnten die Behörden wieder seine Spur aufnehmen. Am 27. Juni bezog Kelly in Glenrowan Posten und traf Vorbereitungen, um einen Zug mit Polizisten aufzuhalten. Er nahm die Einwohner Glenrowans im Hotel als Geiseln. Der Polizeizug wurde vor der Entgleisung gewarnt und der Polizeitrupp erreichte in voller Stärke Glenrowan. Kelly und seine Bande wurden im Hotel umzingelt. Bei einem Ausbruchsversuch der Bande, geschützt durch ihre Rüstungen, wurde Kelly an den ungeschützten Armen und Beinen getroffen. Während sich die anderen wieder in das Hotel zurückzogen, bewegte sich Kelly weiter in Richtung der Polizisten. Seine Verletzungen hinderten ihn dabei, effektiv Schüsse abzugeben. Nach mehreren weiteren Treffern verschwand er in der Dunkelheit. Die anderen Mitglieder der Bande starben im Hotel durch Schussverletzungen und das ausgebrochene Feuer, alle Geiseln wurden beim Ausbruch des Feuers freigelassen. Kelly wurde wenig später lebend aufgegriffen, trotz dutzender Verletzungen an Armen und Beinen. Sobald sein Überleben sicher war, begannen die Vorbereitungen für den Gerichtsprozess.
Der Prozess fand im Melbourner Hauptgericht unter dem Vorsitz von Richter Barry statt. Die Anklage belief sich zunächst auf Mord an dem Polizisten Lonigan, vielerseits wurde dies allerdings als reine Formalität betrachtet. Ned Kellys Position wurde dadurch erschwert, dass kein Geld für einen Verteidiger zur Verfügung stand und keine Pflichtverteidiger gestellt wurden. McIntyre war der einzige relevante Zeuge zum Mordfall, da er diesen miterlebt hatte. Am 29. Oktober um 17.35 Uhr wurde Ned Kelly nach nur 25 Minuten Beratung der Geschworenen für schuldig befunden. Kelly hatte bis zu diesem Punkt den ganzen Prozess lang geschwiegen. Es folgte eine kurze Rede, in der er seine Sichtweise darlegte und den Machtmissbrauch der Polizei auf dem Land anprangerte. Als Richter Barry das Urteil verlesen wollte, wurde er von Kelly erneut unterbrochen, und es brach ein Wortgefecht zwischen den beiden aus. Schlussendlich sprach der Richter das Urteil: Tod durch Hängen. Kelly zeigte darauf das einzige Mal im ganzen Prozess Gefühlsregungen und ließ seiner Wut freien Lauf. Auf die Aussage des Richters, hoffentlich werde er im Himmel gut aufgenommen, erwiderte Kelly, er werde ihn dort bald wiedersehen.
Edward Kelly wurde am 11. November 1880 im Old Melbourne Gaol gehängt. Seine letzten Worte erlangten landesweit Berühmtheit: „Ah well, I suppose it has come to this […]. Such is Life“ (deutsch: „Nun gut, ich denke, jetzt ist es soweit […]. So ist das Leben“). Richter Barry starb 12 Tage später eines natürlichen Todes.
Nach der Hinrichtung wurde seine Leiche in ein Massengrab geworfen. Nachdem sämtliche Gebeine 1929 umgebettet worden waren, gelang es 2011 einem australischen Forensik-Team, die Überreste Kellys, bis auf den Schädel, zu finden und zu identifizieren. 2012 wurde Kellys Körper schließlich seiner Familie übergeben und – seinem angeblich letzten Wunsch folgend – in einem namenlosen Grab neben seiner Mutter bestattet. Am 20. Januar 2013 wurde Kelly 133 Jahre nach seiner Hinrichtung in einem Familiengrab in Greta im Bundesstaat Victoria beigesetzt.
In einem seiner Gefängnisse wurde das Ned Kelly Museum eingerichtet, in dem zahlreiche seiner Waffen und Gebrauchsgegenstände ausgestellt werden.
Kelly hinterließ zwei Söhne und eine Tochter.

## Rezeption

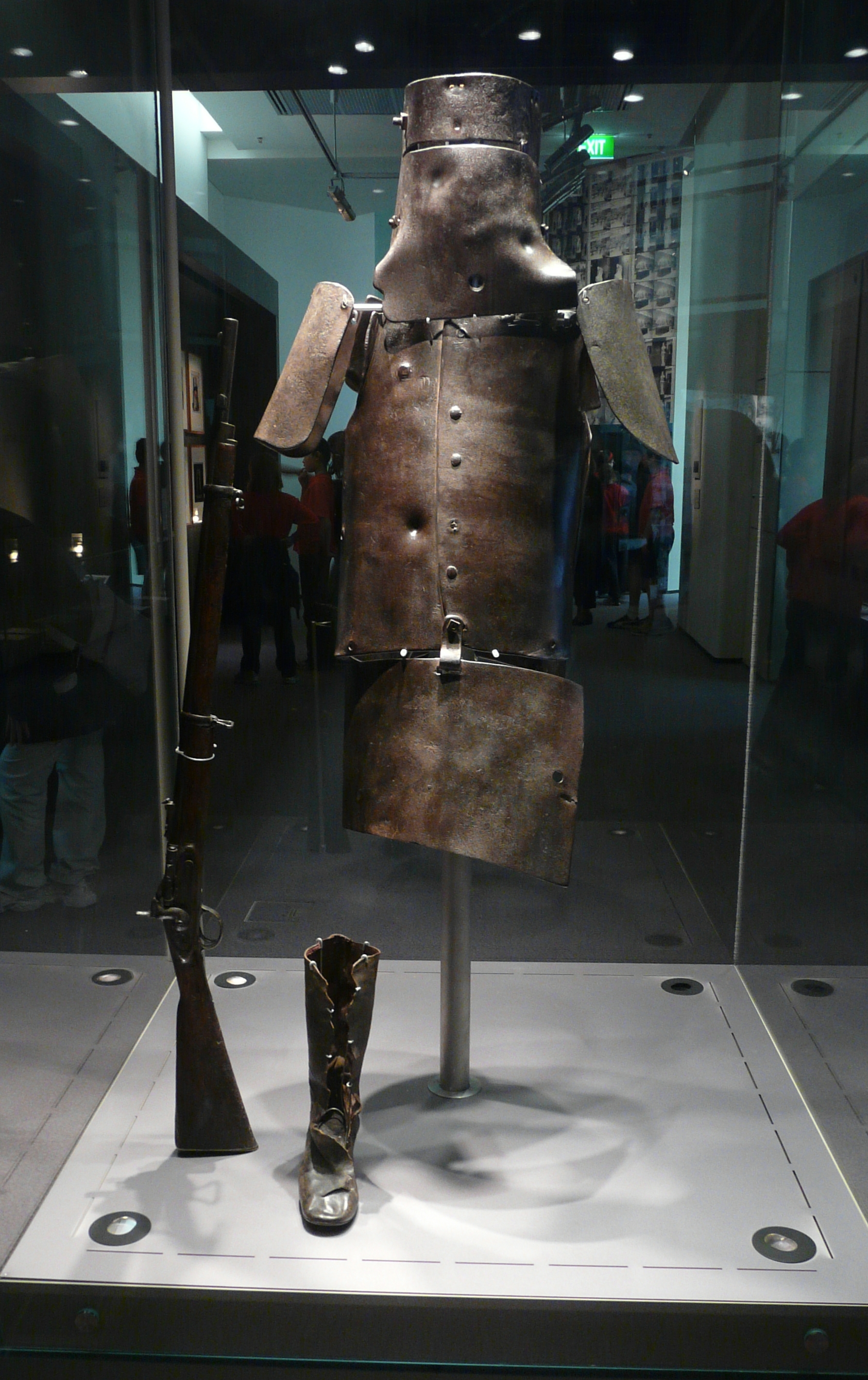
Die Rüstung, die Kelly bei seinem letzten Feuergefecht mit der Polizei trug

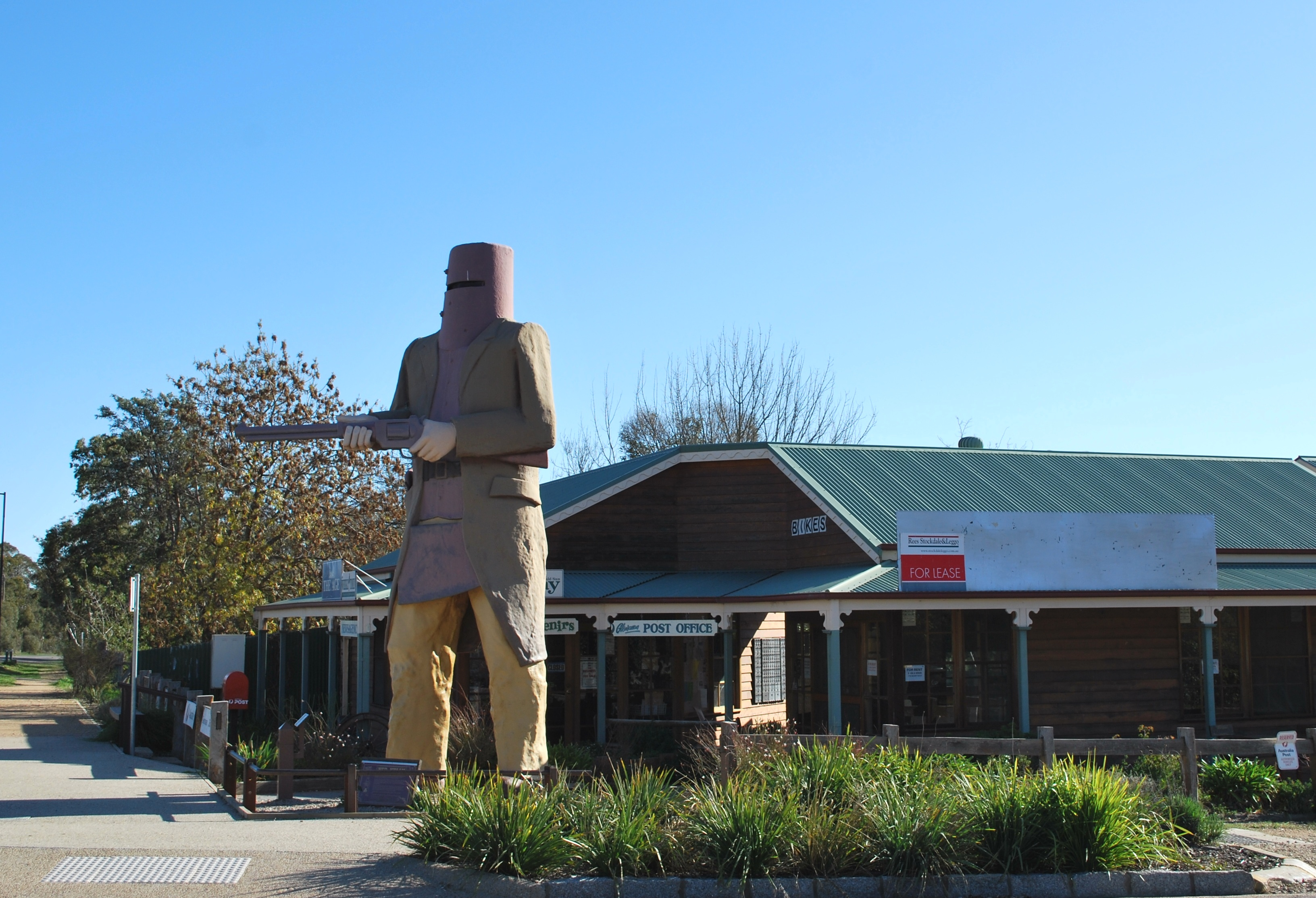
Statue in Glenrowan

Seit seinem Tod ist Kelly ein Teil der australischen Folklore und Gegenstand zahlreicher Bücher und Filme geworden. Für manche ist er ein Volksheld, für andere ein brutaler Verbrecher, der allein nach persönlichem Gewinn strebte. Einige bezeichnen Ned Kelly als den Billy the Kid oder Robin Hood Australiens. Seit 1996 wird eine Reihe nach ihm benannter Preise für Kriminalliteratur, die Ned Kelly Awards, verliehen.
Der australische Science-Fiction-Autor A. Bertram Chandler schrieb 1984 den Alternativweltroman Kelly Country (dt. Titel Die australische Revolution), in dem beschrieben wird, wie Kelly tatsächlich einen Aufstand der Australier gegen die Briten anführt und dabei erfolgreich ist.
Am 10. März 2008 meldete AP, dass die sterblichen Überreste von Ned Kelly auf dem Gelände des ehemaligen Melbourne Pentridge Prison ausgegraben worden seien. CNN verbreitete diese Nachricht weltweit.
Die selbstgemachte Rüstung, die Kelly bei seinem letzten Feuergefecht mit der Polizei trug, besteht im Wesentlichen aus grob zusammengenieteten Streichblechen von Pflügen. Sie war das Thema einer berühmten Bilderserie Sidney Nolans. Bei der Eröffnungsfeier der Olympischen Spiele 2000 in Sydney trugen Darsteller Kostüme, die an diese Rüstung erinnern sollten.

## Verfilmungen
Sein Leben wurde mehrfach verfilmt.
- Die Geschichte der Kelly-Bande (1906), der als erster Langfilm in die Filmgeschichte einging und als einer von drei Filmen UNESCO-Weltdokumentenerbe ist
- Ned Kelly (von Tony Richardson, 1970, mit Mick Jagger als viktorianischer Bandit und mit Marianne Faithfull), Musik von Waylon Jennings und Kris Kristofferson[7]
- Gesetzlos – Die Geschichte des Ned Kelly (2003, mit Heath Ledger, Orlando Bloom und Naomi Watts)
- Outlaws – Die wahre Geschichte der Kelly Gang (True History of the Kelly Gang) (2019)

## Hörspiel
- Die wahre Geschichte von Ned Kelly und seiner Gang (2004, von Peter Carey (Man Booker Prize für dieses Hörspiel) mit Jan Josef Liefers, Maren Kroymann, Udo Schenk, Hans Peter Hallwachs, Christian Redl u. v. a.)

## Musik
- Die Band The Original Iron Maiden besingt ihn 1970 auf ihrem Album „Maiden Voyage“ in dem Lied „Ned Kelly“.
- Die australische Band The Seekers nennt Ned Kelly in ihrem Lied „I am Australian“ als eine australische Berühmtheit.
- Die amerikanische Band Blackbird Raum besingt Ned Kelly in ihrem Lied „The Helm of Ned Kelly“.
- Die australische Band Midnight Oil widmete Ned Kelly 1983 den Song „If Ned Kelly was king“.
- Johnny Cash besingt die Legende von Ned Kelly in dem gleichnamigen Song auf der LP „Man In Black“ von 1971. Der Song ist von Johnny Cash selbst geschrieben.